# Rafael (król Makurii)
Rafael –‬‭ król Makurii w Nubii w latach około 1000-1006. 
Znany jest z pałacu z czerwonej cegły zbudowanego w Starej Dongoli około 1002 roku. Jego następcą został jego syn. 